# Mirepoix-sur-Tarn
Mirepoix-sur-Tarn (okzitanisch Miropeis de Tarn) ist eine französische Gemeinde im Département Haute-Garonne in der Region Okzitanien. Sie gehört zum Arrondissement Toulouse und zum Kanton Villemur-sur-Tarn. Die 1.132 Einwohner (Stand: 1. Januar 2022) werden Mirapiciens genannt.

## Geographie
Mirepoix-sur-Tarn liegt etwa 18 Kilometer nordnordöstlich von Toulouse am Fluss Tarn, der die Gemeinde im Süden begrenzt. Umgeben wird Mirepoix-sur-Tarn von den Nachbargemeinden Montvalen im Norden, Roquemaure im Osten, Bessières im Süden und Südosten, La Magdelaine-sur-Tarn im Südwesten sowie Layrac-sur-Tarn im Westen und Nordwesten.

## Name
Im Okzitanischen lautet der Ortsname Miropeis. Miro hat als Hintergrund „lieu qui se mire dans l’eau“ (Ort, der sich im Wasser spiegelt), Peis kommt von Pez und bedeutet Fisch.

## Geschichte
Im Jahr 1271 wurde das Dorf als Castrum im Besitz Alphonses de Poitiers erstmals erwähnt.

### Bevölkerungsentwicklung
| Jahr                       | 1962 | 1968 | 1975 | 1982 | 1990 | 1999 | 2008 | 2018 |
| Einwohner                  | 339  | 340  | 342  | 399  | 476  | 537  | 662  | 1027 |
| Quellen: Cassini und INSEE |      |      |      |      |      |      |      |      |

## Beschreibung

Mirepoix und alte Tarnbrücke

Das 555 ha große Gemeindegebiet liegt in der Ebene des Tarntales und an dessen nordöstlichen Hängen. Das Dorf selbst ist zweigeteilt in einen Kernbereich am Ufer des Tarn und einen zweiten beiderseits des Nebenflüsschens Lauzat. 2011 kamen zwei neue Wohnviertel hinzu.

### Hängebrücke über den Tarn
Unmittelbar aus dem Ortskern heraus führte eine Hängebrücke über den Tarn, auf der die Departementsstraße 630 Mirepoix mit Bessières verband. Aufgrund einer Überschreitung der zulässigen Belastung von maximal 19 Tonnen stürzte am 18. November 2019 um ca. 8.15 Uhr die Fahrbahn des als Sehenswürdigkeit geltenden Bauwerks in den Fluss, als sie gleichzeitig von einem mitsamt Ladung ca. 51 Tonnen schweren Tieflader für Baumaschinen und einem PKW befahren wurde. Zwei Personen, darunter der Fahrer des LKW, kamen dabei ums Leben, drei Menschen wurden verletzt.
Die zweispurige Brücke war eine Stahlkonstruktion mit zwei Pylonen und wies eine Länge von 155 m bei 6,5 m Breite auf. Sie war 1931 anstelle einer 1930 durch Hochwasser zerstörten Vorgängerin durch das auf Brücken und Viadukte spezialisierte Bauunternehmen Baudin Chateauneuf errichtet, im Jahr 2003 letztmals saniert und zuletzt 2017 einer umfassenden Inspektion unterzogen worden.

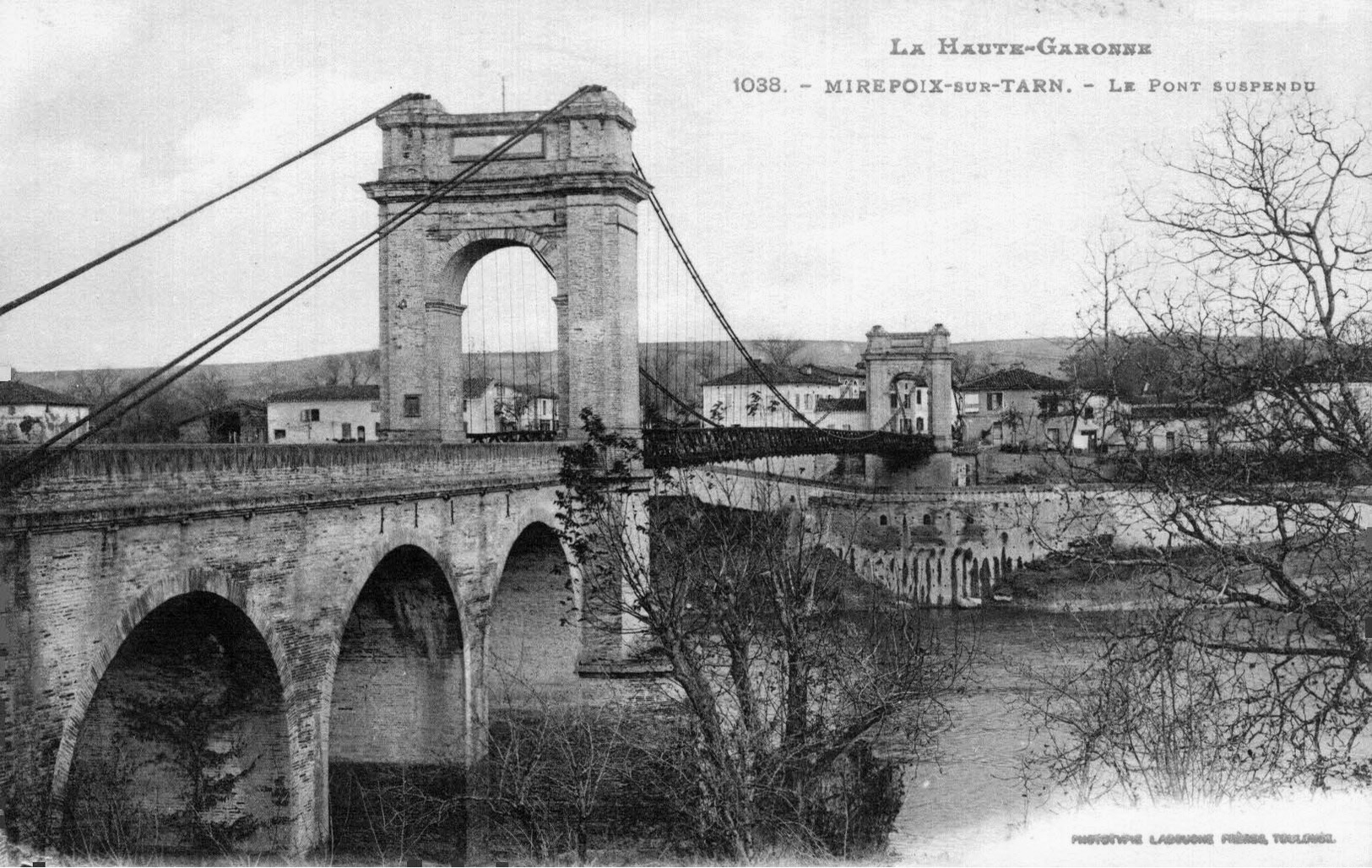
1930 zerstörte Brücke über den Tarn
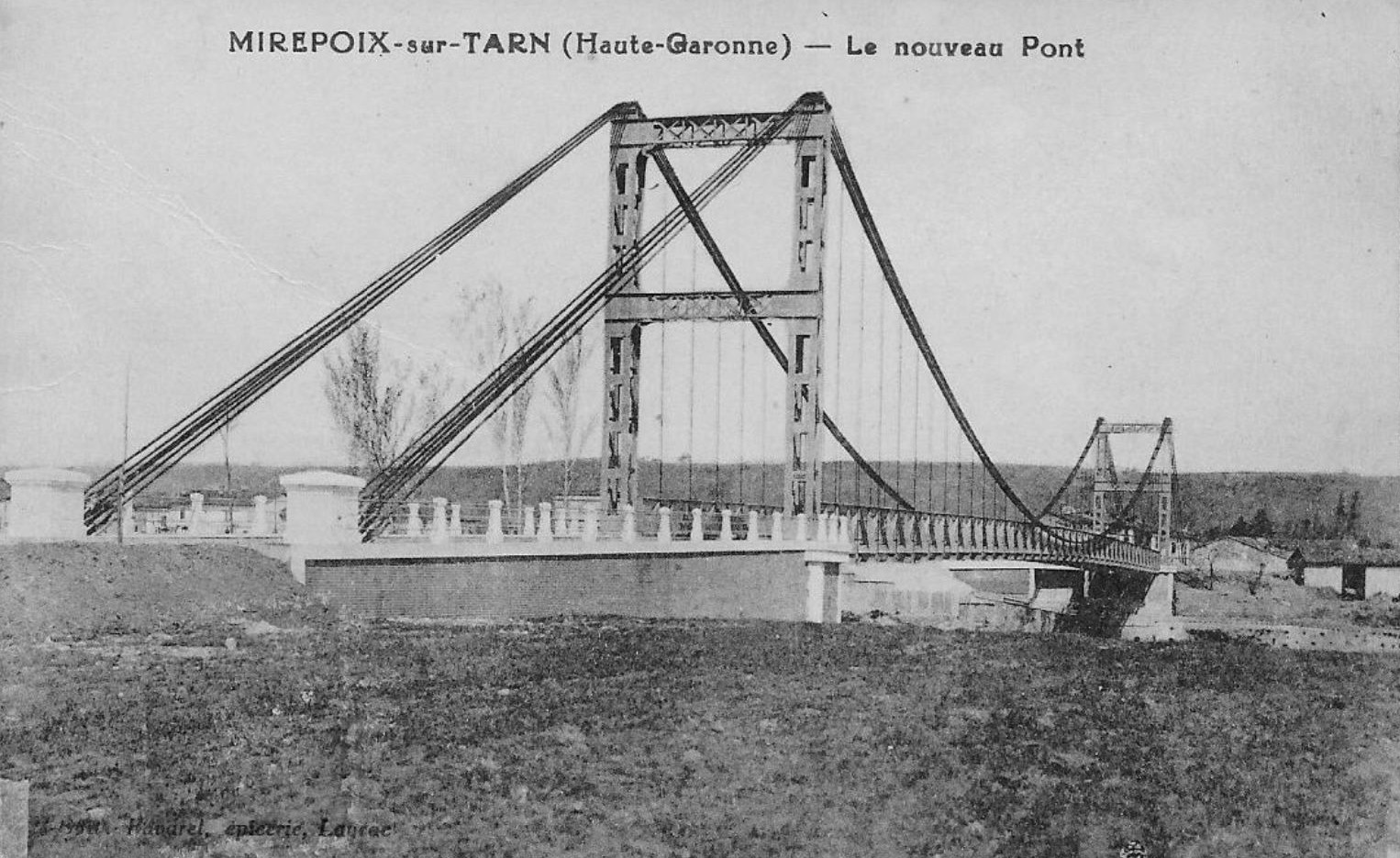
Neue Tarnbrücke kurz nach dem Bau, um 1935
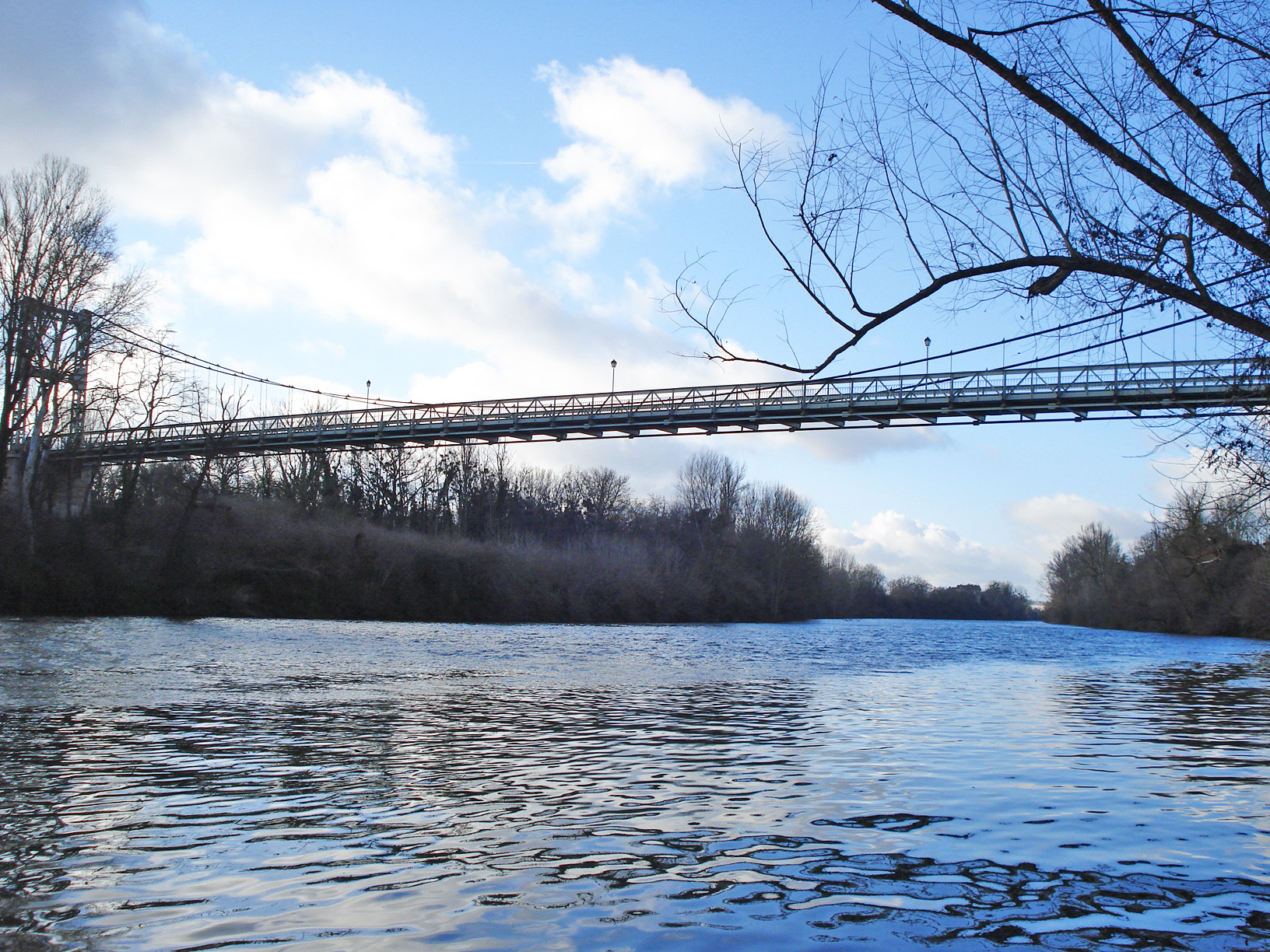
1931 errichtete neue Hängebrücke
Pylone und Verankerung der Tragkabel im Ortskern
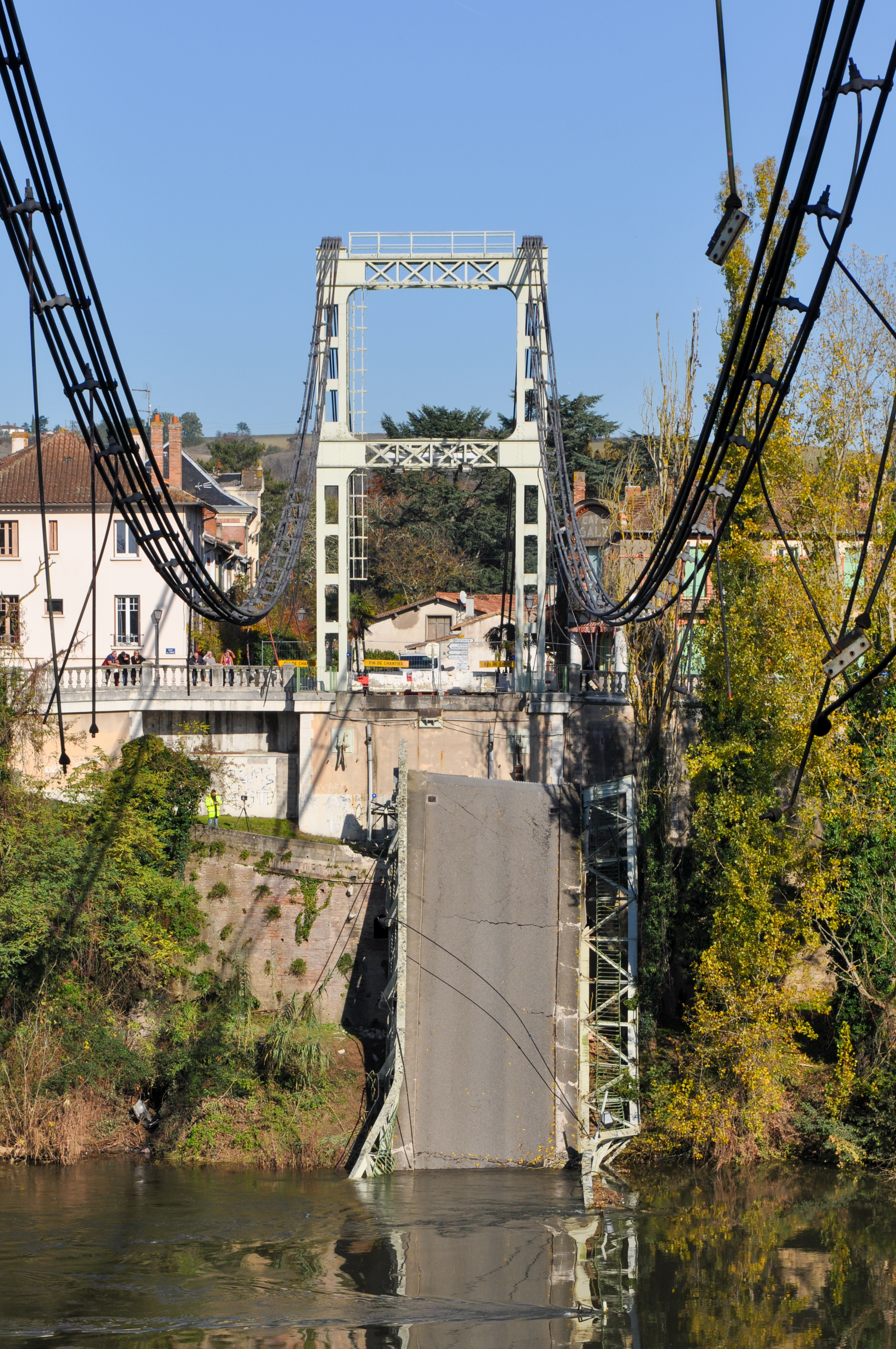
Eingestürzte Brücke

### Sehenswürdigkeiten

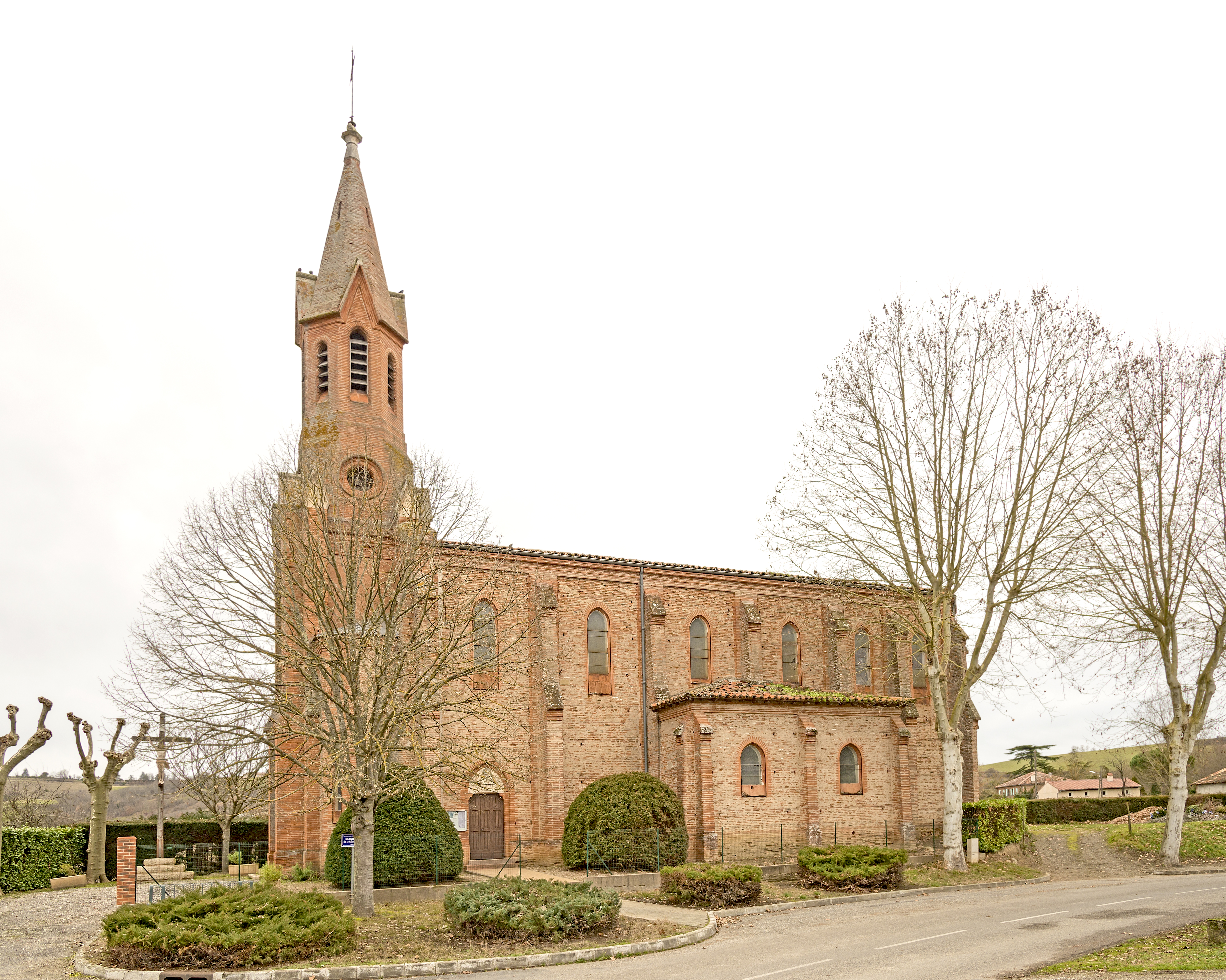
Kirche Sainte-Juliette-et-Saint-Cyr

- Kirche Sainte-Juliette-et-Saint-Cyr
- Hängebrücke Pont de Mirepoix-sur-Tarn